# 分析法学派
分析法学（ぶんせきほうがく、英：Analytical jurisprudence）とは、現代的な分析哲学の知見を利用しながら法の本質を理解しようとする、一つの法理論である。何が分析哲学かという線引きがいくらか曖昧であるため、分析法学もまたどのように展開するかということは一概に言いがたい。現代の分析法学界における最も影響力のある著述家は、おそらくハーバート・ハートであるが、斯界の歴史は少なくともジェレミ・ベンサムにまで遡ることができる。
分析法学を法形式主義（法律の理由付けは、機械論的あるいはアルゴリズム的な課程によって範例化される、またはされうるという考え方）として理解してはならない。実際、法形式主義が法理論として根本的な誤りを含んでいると最初に指摘したのは分析法学者達だったのである。
法学者のカーン（L. Ali Khan）の強力な主張によれば、法律の理由付けは、機械的に規則や判例を適用することよりも芸術的な創造性に参与することにより類縁的だとされる。